# Príncipe de Asturias (R–11)
A Príncipe de Asturias (R–11) a Spanyol Haditengerészet egykori zászlóshajója, repülőgép-hordozó. Eredeti neve Almirante Carrero Blanco volt.
Kisebb mérete miatt STOVL típusú repülőgépeket alkalmaztak a felszállást segítő katapulttal és 12°-os síugró sánccal. Felszereltségébe elsősorban Harrier vadászrepülőgépek és helikopterek tartoztak. Előbbiből a hangárba maximum 29 fért el, de általában csak 22 teljesített szolgálatot. Az egységet 2013-ban leselejtezték és lebontották.